# Madina (Vorname)
Madina (kasachisch: Мәдина, tschetschenisch: Мадина) ist ein weiblicher Vorname.

## Herkunft und Bedeutung
Der Name stammt vom Namen der Stadt Medina (arabisch المدينة, al-Madinah), was (die) Stadt bedeutet. Die saudi-arabische Stadt gilt im Islam als heilige Stätte, weil der Prophet Mohammed eine Zeitlang dort lebte.
Eine aserbaidschanische Variante ist Mədinə.

## Bekannte Namensträgerinnen
- Mädina Düissenowa (* 1983), kasachische Schachspielerin
- Madina Ulfatowna Biktagirowa (* 1964), russische Langstreckenläuferin
- Madina Abylqassymowa (* 1978), kasachische Politikerin